# Singolo (musica)

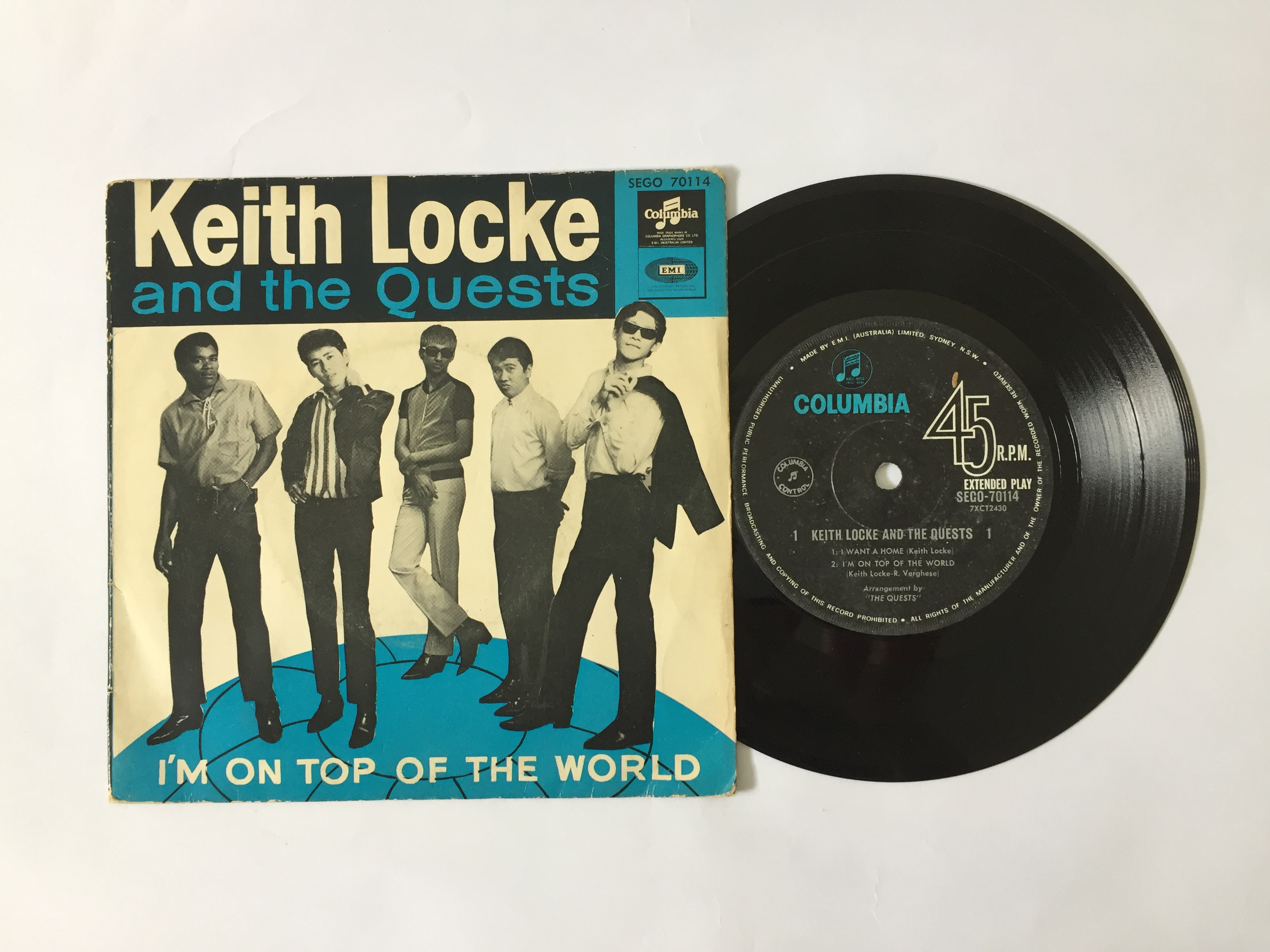
Singolo su 45 giri di I'm on Top of the World di Keith Locke and the Quests insieme alla sua custodia

Un singolo discografico, o più semplicemente singolo, è un tipo di pubblicazione discografica di durata inferiore rispetto a un album o a un EP e, pertanto, solitamente, un numero inferiore di tracce. Un singolo può essere messo in commercio attraverso una grande varietà di supporti (gommalacca, vinile, CD, musicassetta, download digitale o altro). Un singolo può costituire un prodotto a sé stante, oppure può essere estratto da un album. In quest'ultimo caso, uno o più singoli possono essere pubblicati prima dell'album per promuoverlo.

## Storia
In passato, i singoli venivano pubblicati dapprima su cilindro fonografico verso la fine del secolo XIX, supporto soppiantato ai primi del '900 dal disco in gommalacca da 78 giri, che venne nel corso degli anni cinquanta rimpiazzati sul mercato in modo graduale dal disco in vinile a 45 giri. Sebbene l'uso dei videoclip per promuovere dei singoli abbia origini più lontane, fu solo a partire dagli anni ottanta che tale strategia divenne una convenzione. In seguito i singoli iniziarono a essere editi in formato CD e, successivamente, a partire dagli anni 2000, attraverso il download digitale o lo streaming.
Come afferma Gary Trust in un articolo edito da Billboard nel 2014, «il modo di intendere un singolo è cambiato durante l'era digitale. Per tradizione, un singolo è una traccia distribuita commercialmente e promossa attraverso le radio - spesso assieme a un video ufficiale, cosa che avviene dall'alba dell'era di MTV (...) Ma, dal momento che oggi i singoli vengono pubblicati in anteprima alle uscite degli album, è possibile venire a conoscerli senza la promozione delle radio o di videoclip ideonei.»

## Descrizione
I singoli possono trattarsi di tracce autonome o degli estratti dagli album e hanno spesso maggiore potenziale commerciale rispetto agli altri brani degli artisti che li pubblicano. Proprio per questo, il singolo viene quindi anche pubblicato a parte per gli ascoltatori interessati al suo ascolto, ma non necessariamente a quello dell'intero album. A seconda dell'epoca, sono stati pubblicati in vari formati, in origine solo fisici (gommalacca, vinile, CD, musicassetta) e poi negli ultimi decenni digitali. I relativi supporti contengono generalmente da una a un numero ridotto di tracce. Molto diffusi in passato erano quelli da due tracce, quali quelli in gommalacca a 78 giri e in vinile a 45 giri.

### Singolo principale
Il singolo principale è il primo estratto da un album prima dell'uscita di quest'ultimo. La scelta di pubblicare una traccia di un futuro album è una strategia di marketing fondamentale in ambito musicale in quanto, oltre a promuovere una pubblicazione musicale, contribuisce ad aumentare la visibilità di un dato artista o gruppo. I singoli principali di successo sono stati oggetti di una certa attenzione da parte degli specialisti musicali, come confermano alcune liste dedicate ai migliori di essi.

## Formati

### Cilindro fonografico
Il cilindro fonografico è stato il primo supporto di registrazione sonora diffuso su scala industriale nella seconda metà del secolo XIX e fu inventato da Thomas Edison negli Stati Uniti d'America nel 1878.

### Disco in gommalacca

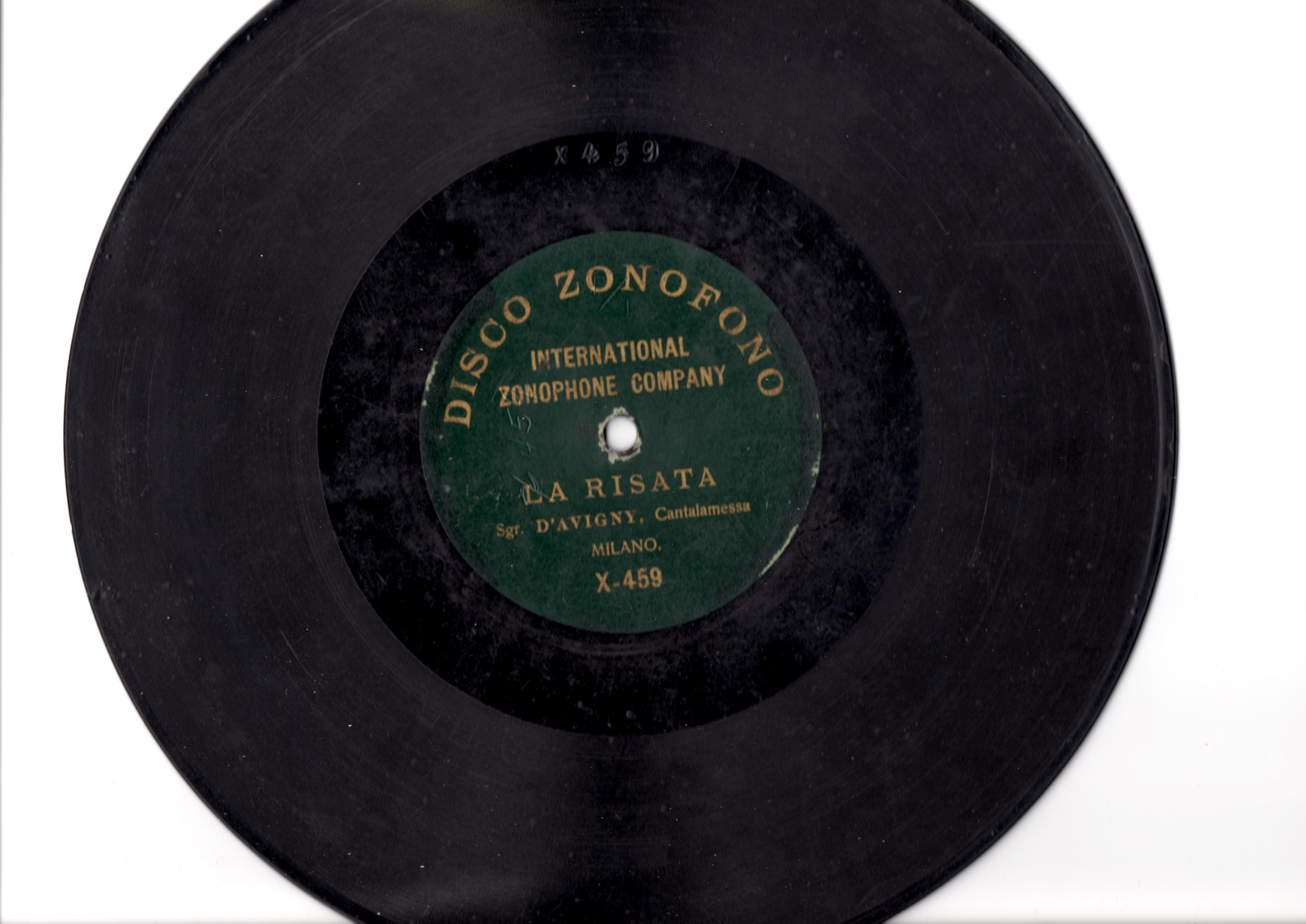
Il singolo a 78 giri La risata di Berardo Cantalamessa e Olimpia d'Avigny, inciso solo in un lato

Con il disco in gommalacca, inventato da Emile Berliner nel 1889, si ha il passaggio dal cilindro al disco fonografico. 
Mentre i primi anni questi dischi contenevano un solo brano musicale, essendo incisi solo da un lato, nel 1908 la Columbia Records iniziò a produrre dischi in gommalacca a doppia facciata denominati "Columbia Double disc record", quindi con due brani incisi, uno in una facciata e un secondo nell'altra.
I primi tempi la velocità di rotazione variava a seconda della casa discografica: fra il 1915 e il 1918, ad esempio, la Edison realizzò dischi a 80 giri imitata poi da altre etichette come la Columbia. Solo nel 1925 la velocità fu ufficialmente standardizzata a 78 giri al minuto (esattamente a 78,26).

### Vinile

Lato A del singolo a 45 giri Walk on the Wild Side di Lou Reed

Esistono diversi singoli editi in vinile le cui dimensioni determinano il numero di canzoni che esse contengono. Essi presentano delle canzoni su ciascuna delle sue facciate, dette lato A e lato B.

#### 45 giri
I singoli in vinile compiono 45 giri al minuto e, proprio per tale ragione, sono detti "45 giri". A volte essi sono indicati, nel linguaggio industriale, come "sette pollici" a causa della loro dimensione (pari a 17,78 cm di diametro). I 45 giri contengono una traccia per lato: nel lato A è contenuta quella che il supporto stesso mira a promuovere, mentre nel lato B è contenuto un brano considerato dal minore potenziale commerciale e che funge spesso da "riempitivo". In qualche caso, tuttavia, è accaduto che il successo di un singolo fosse determinato dall'apprezzamento maggiore da parte dei consumatori del lato B rispetto al brano della facciata principale. Ciò può portare i lati B a essere inseriti nei lati A di altri singoli.

#### Singoli da dieci e dodici pollici
I singoli da dieci pollici (25 cm), anche riportati con la sigla 10", e da dodici pollici (30 cm), anche riportati con la sigla 12", contengono un maggior numero di tracce rispetto ai 45 giri. Il singolo da dodici pollici prende anche i nomi di "maxi singolo" e "mix" e veniva un tempo prodotto principalmente per il circuito dei disc jockey radiofonici e delle discoteche; la ragione dell'utilizzo di questo tipo di supporto è dovuto principalmente alla miglior qualità delle dinamiche che a volumi molto elevati consentono una riproduzione migliore rispetto al 45 giri. La maggior capienza del supporto mette a disposizione spazio per brani di durata maggiore, per remix o adattamenti dance della traccia.

### CD

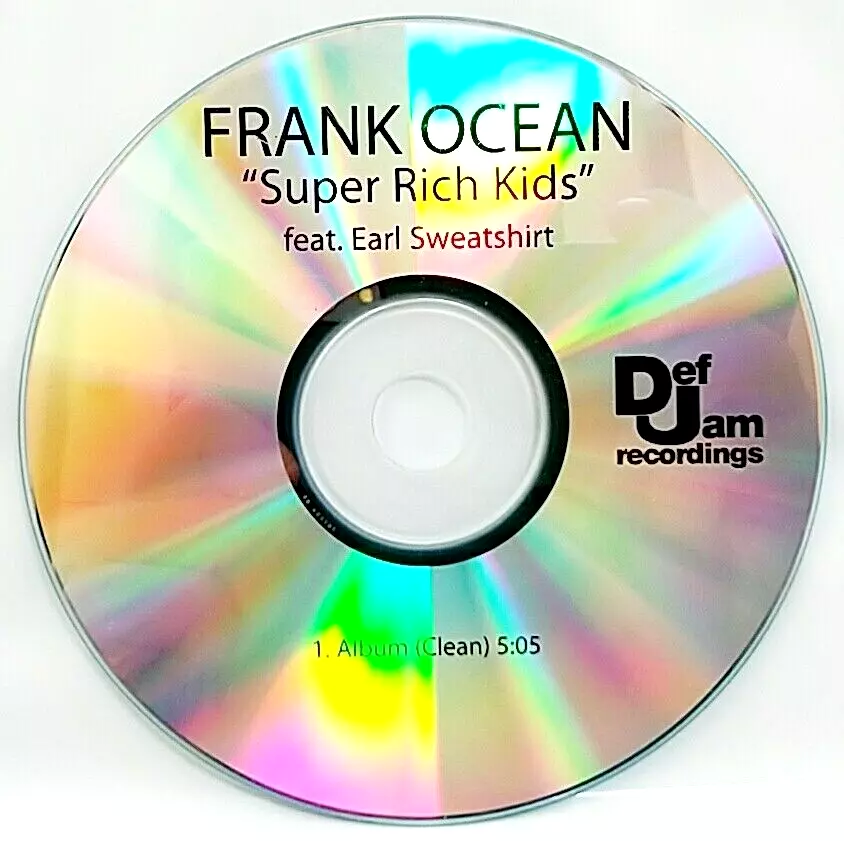
Singolo promozionale di Frank Ocean pubblicato su CD

Il CD singolo è un singolo musicale sotto forma di un compact disc di dimensioni standard. Non deve essere confuso con il mini CD di più piccole dimensioni. Il formato salì alla ribalta la metà degli anni novanta.
Di norma contengono una sola traccia, o comunque un numero di tracce ridotto. Alcuni contengono remix di uno o più brani, nella consuetudine dei singoli in vinile da 12" e, in alcuni casi, possono anche contenere un videoclip del singolo stesso, quindi diventano CD potenziati (enhanced CD).

### Download digitale
L'era di Internet ha introdotto il download di musica e lo streaming, dando la possibilità di acquistare separatamente ogni traccia di un album, e il termine "singolo" è rimasto nel linguaggio popolare per indicare anche una canzone particolarmente popolare di un artista. La domanda di musica digitale è salita rapidamente dopo il lancio dell'iTunes Store di Apple a gennaio 2001 e la creazione di lettori di musica digitale portatili come l'iPod.
Nel settembre 1997, con l'uscita di Electric Barbarella dei Duran Duran come download a pagamento, la Capitol Records diventò la prima delle major a vendere un singolo digitale di un artista conosciuto. In precedenza, la Geffen Records aveva pubblicato come download gratuito Head First degli Aerosmith. Nel 2004, la Recording Industry Association of America (RIAA) introdusse le certificazioni dei singoli digitali a causa delle vendite significative di questi formati, con Hollaback Girl di Gwen Stefani che diventò il primo singolo digitale certificato platino. Nel 2013, la RIAA incorporò le riproduzioni on-demand nelle certificazioni per i singoli digitali.

## In Corea del Sud
L'industria coreana distingue i singoli in "single album" (싱글 앨범?, singgeul aelbeomLR), se pubblicato in formato fisico, e "digital single", se pubblicato solo digitalmente.
Fino alla metà degli anni 2000, sul mercato musicale coreano non venivano pubblicati singoli poiché l'album in studio a 33 giri era considerato un supporto più efficiente. Per identificare la canzone più famosa e pubblicizzata di un disco, che in Occidente è spesso chiamata "singolo", è stato coniato il termine "title song" (타이틀 곡?, ta-iteul gokLR), che viene utilizzato anche se il brano in questione ha un titolo diverso da quello dell'album di provenienza. Il concetto occidentale di singolo è entrato in Corea nei tardi anni 2000, sulla scia della sensibile crescita delle vendite di musica digitale iniziata alla fine degli anni novanta.